# Bitwa pod Ikonium
Bitwa pod Ikonium (znana również jako bitwa pod Konyą) – bitwa przeprowadzona 18 maja 1190, w czasie III wyprawy krzyżowej Fryderyka Barbarossy do Ziemi Świętej, w wyniku której zdobyte zostało Ikonium, stolica seldżuckiego Sułtanatu Rumu.

## Przyczyny
Po przegranej bitwie pod Hittin i oblężeniu Jerozolimy wiele państw krzyżowych zostało zajętych przez wojska Saladyna. Papież Grzegorz VIII wezwał do nowej krucjaty krzyżowej mającej na celu odzyskanie Jerozolimy. Na wezwanie papieża bardzo szybko odpowiedział Fryderyk I Barbarossa. Krucjatę podjął 27 marca 1188 w katedrze w Moguncji, a w maju wyruszył do Ziemi Świętej wraz z liczącą kilkadziesiąt tysięcy ludzi armią, w tym kilkunastu tysięcy rycerzy niemieckich. Po drodze do wojsk Barbarossy dołączył kontyngent księcia węgierskiego Gézy, młodszego brata króla węgierskiego Beli III.
Wojska przeszły przez Węgry, Serbię, Bułgarię i Cesarstwo Bizantyńskie, po czym dotarły do Anatolii zajmowanej przez seldżucki Sułtanat Rumu. Turcy nękali żołnierzy krzyżowych, prowadząc walkę poprzez uderzenie z zaskoczenia i ucieczkę. Powodowało to straty w armii cesarskiej. Mimo to krzyżowcy kontynuowali marsz, aż dotarli do Ikonium. Cesarz Barbarossa nalegał by zdobyć miasto, 17 maja rozbito więc obóz w jego pobliżu.

## Przebieg
18 maja armia cesarza Barbarossy spotkała się z wojskami tureckimi dowodzonymi przez Qutb al-Dina. Barbarossa podzielił swoje siły na dwie części, pierwszą, która dowodzona przez jego syna Fryderyka prowadziła szturm na miasto oraz drugą dowodzoną przez cesarza, która stawiła czoła bezpośrednio armii tureckiej. Miasto poddało się łatwo, ale bitwa w której pokonana została liczebniejsza armia turecka, była bardziej skomplikowana i wymagała obecności samego cesarza. Podobno mówił on do swoich żołnierzy: „Dlaczego zwlekać, czego się boimy? Chrystus króluje, Chrystus podbija, Chrystus dowodzi”. Ostatecznie wojska tureckie uciekły zostawiając miasto w rękach krzyżowców.

## Skutki
Po zwycięskiej bitwie wojska niemieckie odpoczywały przez pięć dni w mieście, po czym ruszyły dalej w kierunku Ziemi Świętej. Dla zabezpieczenia zabrano z sobą tureckich niewolników. Sukces wojsk cesarskich bardzo zaniepokoił Saladyna, który w obawie przed wojskami niszczył nawet mury syryjskich portów, uniemożliwiając krzyżowcom korzystanie z nich. Było to jednak działanie bezcelowe, ponieważ 16 czerwca, po przekroczeniu rzeki Salef cesarz Barbarossa zmarł nagle (według dzieła ‘Alī ‘Izz ad-Dīna utonął w rzece Salef). Większość jego armii uległa rozproszeniu. Resztki żołnierzy niemieckich dowodzonych przez Fryderyka Szwabskiego, wraz z żołnierzami węgierskimi dowodzonymi przez księcia Gézę kontynuowały wyprawę do Jerozolimy. Zabrali oni z sobą ciało cesarza, zakonserwowane w occie celem jego pochowania w Jerozolimie. Wysiłki te nie przyniosły jednak sukcesu. Szczątki cesarza pochowano w Antiochii i Tarsie.